# Orologio astronomico di Praga

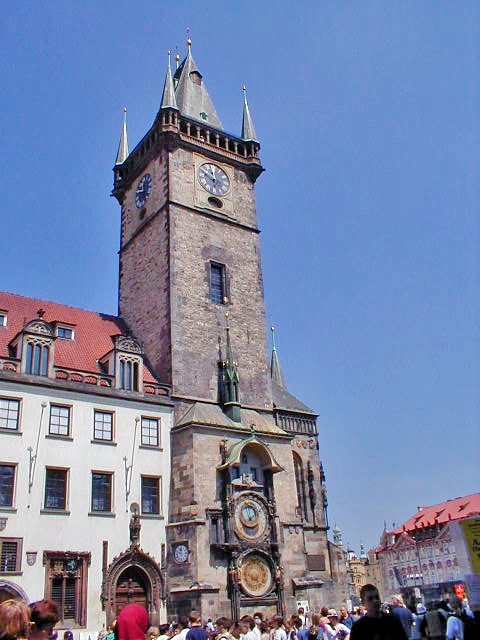
Il municipio con l'orologio astronomico

L'Orologio astronomico di Praga (in ceco Staroměstský Orloj, "orologio della Città Vecchia"), è un monumento scientifico del periodo medioevale, situato nella capitale della Repubblica Ceca. L'orologio è montato sul lato sud del municipio della Città Vecchia, nella piazza della Città Vecchia ed è una delle più importanti attrazioni turistiche della città.
Il meccanismo è composto da tre elementi principali: il quadrante astronomico, sul quale, oltre all'ora, sono rappresentate le posizioni in cielo del Sole e della Luna, insieme ad altre informazioni astronomiche; il "Corteo degli Apostoli", un meccanismo che, allo scoccare di ogni ora, mette in movimento delle figure rappresentanti i dodici apostoli; e un quadrante inferiore composto da 12 medaglioni raffiguranti i mesi dell'anno.

## Storia

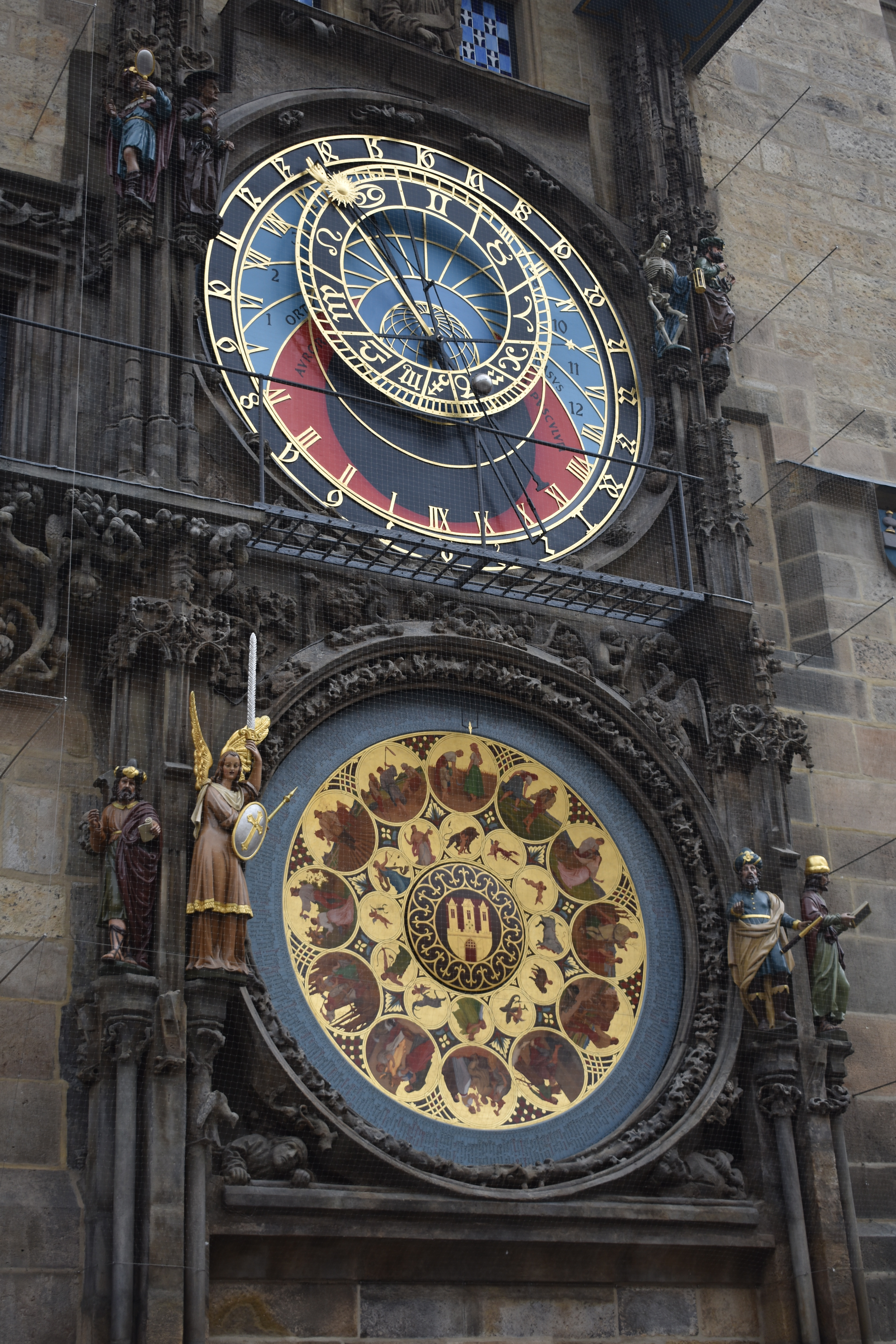
L'orologio, il calendario e le figure animate dopo il restauro del 2018

L'elemento più antico dell'orologio è il meccanismo del quadrante astronomico, costruito nel 1410 dal maestro d'orologeria Nikolas zu Kadaň e da Jan Šindel, quest'ultimo professore di matematica e astronomia nell'Università Carlo di Praga. L'Orologio di Praga è uno dei primi orologi astronomici progettati e costruiti durante il XIV e il XV secolo. Altri ne furono costruiti nelle città di Norwich, St Albans, Wells, Lund, Strasburgo e Padova.
Successivamente, intorno al 1490, vennero aggiunti il quadrante del calendario e le sculture gotiche che decorano la facciata. Nel 1552 il meccanismo fu riparato da Jan Taborský, il quale scrisse un rapporto nel quale menzionava il mastro orologiaio Hanuš zu Růže come realizzatore dell'orologio, cosa poi rivelatasi falsa da studi seguenti.
L'orologio si fermò varie volte dopo il 1552 e furono necessarie parecchie riparazioni. Nel XVII secolo vennero aggiunte le statue mobili. Le figure in legno degli apostoli, invece, furono installate durante la riparazione del 1865-1866.
Tra il 7 e l'8 maggio 1945 l'orologio venne seriamente danneggiato a causa delle bombe incendiarie dirette verso il lato sud-est della Piazza Vecchia sparate dagli autoblindo tedeschi che tentavano, in questo modo, di interrompere le trasmissioni radio della resistenza ceca. Il municipio prese fuoco, e con esso le sculture lignee dell'orologio. Il meccanismo venne riparato grazie allo sforzo della popolazione locale, e l'orologio tornò a funzionare nel 1948.
Esiste una leggenda relativa alla costruzione dell'orologio della Città Vecchia. Come s'è accennato, si pensava che l'orologio fosse stato costruito nel 1490 da Hanuš di Růže e dal suo assistente Jakub Čech. Secondo la leggenda Hanuš sarebbe stato accecato per ordine dei consiglieri della città di Praga per impedirgli di costruirne un altro simile. Per vendicarsi dell'accecamento, mastro Hanuš fermò l'orologio e lo riattivò soltanto quando il consiglio della città lo supplicò di farlo, e come ricompensa gli permise di continuare il mestiere di orologiaio.
Agli inizi del 2018 l'orologio fu sottoposto a lavori di restauro che terminarono alla fine di settembre dello stesso anno.

## Quadrante astronomico

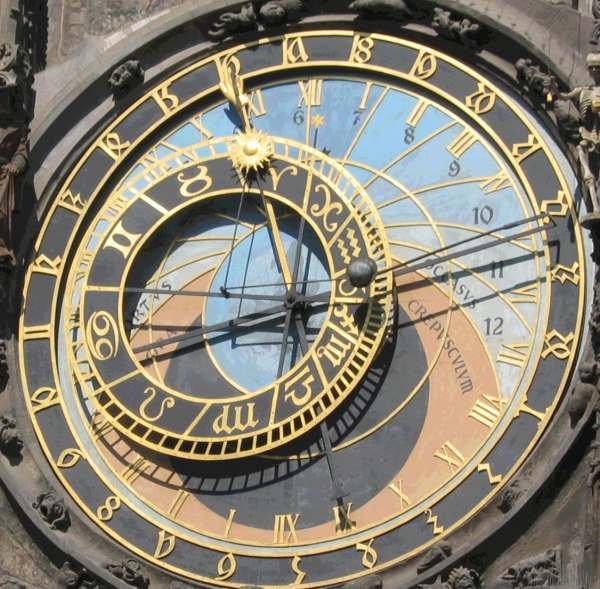
Un particolare dell'orologio della Città Vecchia.

Il quadrante astronomico è a forma di astrolabio, uno strumento medioevale per la determinazione delle posizioni delle stelle. Sullo sfondo del quadrante è rappresentata la Terra fissa nel cielo attorno alla quale si muovono quattro meccanismi: un anello zodiacale, un anello esterno rotante, una lancetta con il simbolo del Sole e una con il simbolo della Luna.

### Sfondo del quadrante
Lo sfondo rappresenta la Terra e l'aspetto del cielo locale. Il cerchio azzurro al centro simboleggia appunto la Terra, la zona superiore colorata di blu è la porzione di cielo situata sopra l'orizzonte. Le zone rosse e nera, viceversa, rappresentano il cielo sotto l'orizzonte. Durante l'arco delle ventiquattr'ore il meccanismo sposta il simbolo del Sole nella zona blu (giorno), nella zona nera (notte) o in quelle rosse (fasi di alba e tramonto).
Nella parte sinistra dello sfondo si possono leggere le scritte latine aurora (aurora) e ortus (alba), in quella destra occasus (tramonto) e crepusculum (crepuscolo)
I numeri romani dorati posti sul bordo del quadrante indicano la normale ora locale di Praga (Tempo Centrale Europeo). Le linee curve dorate, invece, dividono la zona blu del quadrante in dodici parti (numerate da 1 a 12 con cifre arabe) e segnano le ore intese come 1/12 del tempo che intercorre tra l'alba ed il tramonto di ogni giorno, chiamate anche "ore planetarie". La lunghezza delle ore così calcolate varia a seconda delle stagioni, con l'allungarsi o l'accorciarsi delle giornate nel corso dell'anno.

### Anello zodiacale

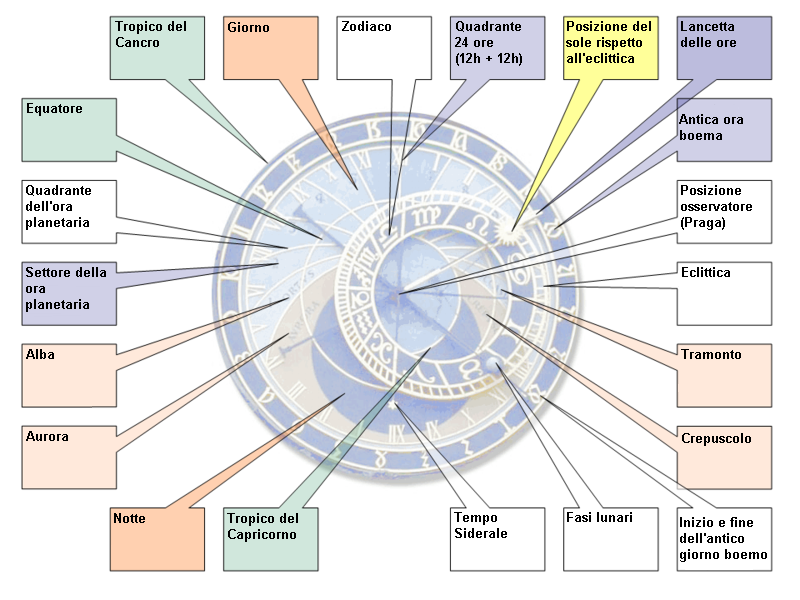
Schema dell'orologio della Città Vecchia.

All'interno del quadrante vi è un anello mobile recante i 12 simboli dello zodiaco (disposti in ordine antiorario), che indica anche la posizione del sole sull'eclittica. Nella foto qui riportata il Sole si trova in Cancro, per spostarsi poi nel Leone.
La disposizione dei simboli sull'anello zodiacale è derivata dall'uso di una proiezione stereografica del piano dell'eclittica usando il polo nord come base della proiezione stessa; come comunemente fatto per gli orologi astronomici di questo periodo.
La piccola stella dorata indica la posizione dell'equinozio di primavera ed il tempo siderale può essere letto sulla scala contrassegnata dai numeri romani dorati.

### Antica ora boema
La serie di numeri arabi su sfondo scuro presenti sul bordo esterno dell'orologio indicano l'Antica ora boema, misurata partendo dal tramonto. L'anello si muove nell'arco dell'anno per far coincidere la prima ora della giornata con il momento del tramonto. Tra il XIV e il XVIII secolo anche in Italia questo era il sistema più diffuso di conteggio delle ore. E di conseguenza dei giorni.

### Sole
Il simbolo del Sole si muove attorno all'anello zodiacale, in modo da indicare la posizione del sole rispetto all'eclittica. È fissato ad una lancetta che termina con una piccola mano, in modo da segnare l'ora in 3 diversi modi:
1. La posizione della mano rispetto ai numeri romani indica l'ora locale di Praga;
2. La posizione del sole rispetto ai settori delimitati dalle linee curve indica l'ora intesa come 1/12 di tempo tra l'alba ed il tramonto (ora planetaria);
3. La posizione della mano rispetto all'anello esterno segna l'antica ora Boema.

### Luna
Il movimento della Luna sull'eclittica è simile a quello del Sole, sebbene molto più veloce. Una sfera metà argentata e metà scura indica le varie fasi lunari.

## Figure animate
|  |  |  |

Le quattro figure che fiancheggiano l'orologio si animano allo scoccare di ogni ora. Ognuna di esse rappresenta i 
vizi capitali: lo scheletro simboleggia la morte, il turco la lussuria, il personaggio con lo specchio impersona la vanità e il viandante con la borsa (in origine un usuraio ebreo, sostituito dopo la seconda guerra mondiale) rappresenta l'avarizia.
Allo scoccare dell'ora lo scheletro suona una campana tirando la fune con la mano destra e capovolge la clessidra che ha nella sinistra, nel frattempo il turco, l'avaro e il vanitoso fanno no con la testa; a questo punto esce il corteo con i dodici apostoli (11 apostoli più San Paolo) che, a coppie, si inchinano alla folla, Le finestre che fanno uscire le statue si aprono contemporaneamente. La prima figura ad uscire dalla finestra sulla destra è San Paolo (con in mano un libro e una spada), seguito da Tommaso (con una lancia), Giuda che porta un libro, Simone con una sega e Bartolomeo con un libro. Mentre nella seconda finestra, escono Pietro (recante una chiave), Matteo con un'ascia, Giovanni con un serpente, Andrea e Filippo con una croce e Giacomo con una mazza, alla fine dello spettacolo il gallo, sopra le finestre dell'orologio canta l'ora suonata.

## Calendario
|  |  |

Il calendario posto al di sotto dell'orologio astronomico è stato aggiunto nel 1870 ed è una copia del dipinto del pittore boemo Josef Mánes. È formato da dodici medaglioni raffiguranti scene di vita rurali associate ai dodici mesi dell'anno. I personaggi ai lati del calendario raffigurano le principali materie dell'epoca: a partire da destra, la prima figura rappresenta un sapiente che legge un libro e simboleggia la filosofia; la seconda figura rappresenta anch'essa un sapiente che reca in mano un cannocchiale e simboleggia l'astronomia; la terza figura rappresenta un angelo con la spada e scudo e simboleggia la teologia; la quarta figura rappresenta ancora un sapiente che esamina una pergamena e simboleggia la matematica o la storia.

## Curiosità
All'orologio astronomico di Praga è titolato il quarto episodio della seconda stagione della serie televisiva Lore : Prague Clock: The Curse of the Orloj.